# The Marvelettes
The Marvelettes (Марвеле́тс) — американская женская вокальная группа 1960-х годов,  с песней «Please Mr. Postman» достигшая первого места в американском национальном чарте. Выпускалась на лейбле звукозаписи Motown.
Хотя впоследствии группу затмили другие мотауновские гёрл-группы, — Supremes и Martha and the Vandellas, — именно The Marvelettes в конце лета 1961 года принесли своему молодому лейблу Motown/Tamla первый хит номер один в Billboard Hot 100 («Please Mr. Postman»; причём примечательно, что на ударных на этой записи играл сам в будущем знаменитый Марвин Гей), а в 1963 году песня «Locking Up My Heart» в их исполнении стала первой попаданием в чарты для тоже в будущем знаменитого авторского и продюсерского трио «Холланд — Дозье — Холланд»,

## Состав

### Оригинальный состав
- Глэдис Хортон[англ.] (англ. Gladys Horton)
- Кэтрин Андерсон[англ.] (англ. Katherine Anderson)
- Джорджанна Тиллман[англ.] (англ. Georgeanna Tillman)
- Ванда Янг[англ.] (англ. Wanda Young)[1]

## Дискография

### Студийные альбомы
- 1961 - Please Mr. Postman
- 1962 - The Marvelettes Sing (aka Smash Hits of '62)
- 1962 - Playboy
- 1963 - The Marvelous Marvelettes
- 1963 - The Marvelettes Recorded Live on Stage
- 1966 - The Marvelettes Greatest Hits
- 1967 - The Marvelettes (Pink Album)
- 1968 - Sophisticated Soul
- 1969 - In Full Bloom
- 1970 - The Return of the Marvelettes
- 1975 - The Marvelettes Anthology
- 1975 - Best of the Marvelettes
- 1986 - 23 Greatest Hits
- 1998 - The Ultimate Collection
- 2000 - 20th Century Masters - The Millennium Collection: The Best Of
- 2009 - The Definitive Collection
- 2009 - Forever - The Complete Motown Albums Vol 1 (3 CD)

## Признание
Группа была внесена в Зал славы вокальных групп (в 2004 году), а также номинирована на включение в Зал славы рок-н-ролла.